# Michelle Rico
Michell Rico Bracamonte es una futbolista mexicana. 

## Participaciones en Copas del Mundo Sub-20
| Mundial                                        | Sede   | Resultado    | Partidos | Goles |
| ---------------------------------------------- | ------ | ------------ | -------- | ----- |
| Copa Mundial Femenina de Fútbol Sub-19 de 2002 | Canadá | Primera Fase | 2        | 1     |